# Косьма (герцог Неаполя)
Косьма (лат. Cosmas, итал. Cosma; умер в 672 или 673) — герцог Неаполя (670—672/673).

## Биография
Единственный раннесредневековый исторический источник, сообщающий о Косьме — «Хроника герцогов Беневенто, Салерно, Капуи и Неаполя». Согласно ей, Косьма получил власть над Неаполитанским герцогством в 670 году после смерти Феофилакта I. В то время Неаполь входил в состав Византии и для утверждения в должности Косьма должен был получить согласие императора Константина IV.
О правлении Косьмы ничего не известно. В «Хронике герцогов Беневенто, Салерно, Капуи и Неаполя» ошибочно сообщается, что Косьма правил Неаполитанским герцогством одиннадцать лет. В действительности он скончался уже в 672 или 673 году. Его преемником в должности был Андрей I.